# 八神結香
八神結香（日语：／ Yagami Yuka，3月18日—），日本女性配音員。出身於山形縣。Across Entertainment所屬。

## 人物
興趣、特長：壘球、模擬貓叫聲、揉肩膀。

## 演出

### 電視動畫
2018年
- 妖怪手錶 光影之卷（小孩[1]）

2020年
- 安達與島村（小孩[1]）

2021年
- SSSS.DYNAZENON（合唱社γ[1]、主婦、專家）
- 陰晴不定的體操哥哥（小孩）

2022年
- Lycoris Recoil 莉可麗絲（蛇之目惠梨香[1]、Lycoris）

2023年
- 冰屬性男子與無表情女子（喵梅洛[2]）

2024年
- 迷宮飯（學生2）

### 電影動畫
2019年
- 劇場版　妖怪學園Y：貓也能成為HERO嗎

### 網路動畫
2025年
- Lycoris Recoil 莉可麗絲：友誼是時間的竊賊（蛇之目惠梨香）

### 遊戲
2020年
- 黑騎士與白魔王（貝洛伯格[1]）

2022年
- Ink on（九頭見美音[1][3]、壬生紫苑[1][4]）
- 妖精劍士F Refrain Chord（妖聖穆阿西亞[1]）

### 旁白
- J聯賽官方頻道（2019年、YouTube）[1]
- 目擊！日本（日语：目撃!にっぽん）（2020年，NHK）[1]

### 廣播節目
- ACROSS★TALK（2020年—，Rainbow Town FM（日语：レインボータウンエフエム放送））[1]

### 廣告
- Spa Resort Hawaiians（日语：スパリゾートハワイアンズ）（2019年，旁白）[1]

### 舞台
- 朗讀劇 （2018年，飾 幽靈2）[1]

### 其它
- （2018年，YouTube。桑加寧[5]、巴塔寧[5]）[1]
- （2021年，Audible（日语：Audible））[6]

## 腳註

## 外部連結
- 八神結香的X（前Twitter） （日語）
- 八神結香｜Across Entertainment （日語）